# Alphonse Desaide
Alphonse Desaide (6 septembre 1850 - 24 mai 1911 à Paris 20e) est un graveur, médailleur, sculpteur et éditeur de médaille français,.

## Biographie
Alphonse Desaide est le fils de Louis Desaide (Paris, 1820-1876), éditeur de médailles, gérant de l'atelier « Roquelay et Desaide, graveurs sur métaux », actif à Paris dans les années 1850-1880, qui avait hérité de la boutique située au 56 quai des Orfèvres de son beau-père, Pierre Roquelay (1808-?). Il existait aussi une autre boutique rue de l'Arbre-Sec, et qui fournissait Napoléon III et la Monnaie de Paris.
Surnommé « A. Desaide, fils », il exerce son métier de graveur à Paris. Il a travaillé aux côtés d'Oscar Roty et Alfred Borrel.
En 1890, il est mentionné comme « graveur héraldique » toujours quai des Orfèvres, et éditeur d'une plaquette de Louis de La Roque, Devises héraldiques, traduites et expliquées.
Actif jusque vers 1903, il fournit les villes, les concours, les expositions en médailles et jetons, puis il revend son atelier à M. Magdelaine.
Il signe « A. Desaide ».

## Vie privée
Il a épousé  le 8 novembre 1888 à Paris 1er Adeline Deback (1831-) puis Zelia Roels.

## Œuvres
- 1894 : Commémoration de la photographie, avec Alfred Borrel, médaille en bronze, 58 g, Ulrich Middeldorf Collection, Indiana University, Bloomington Art Museum.

## Galerie

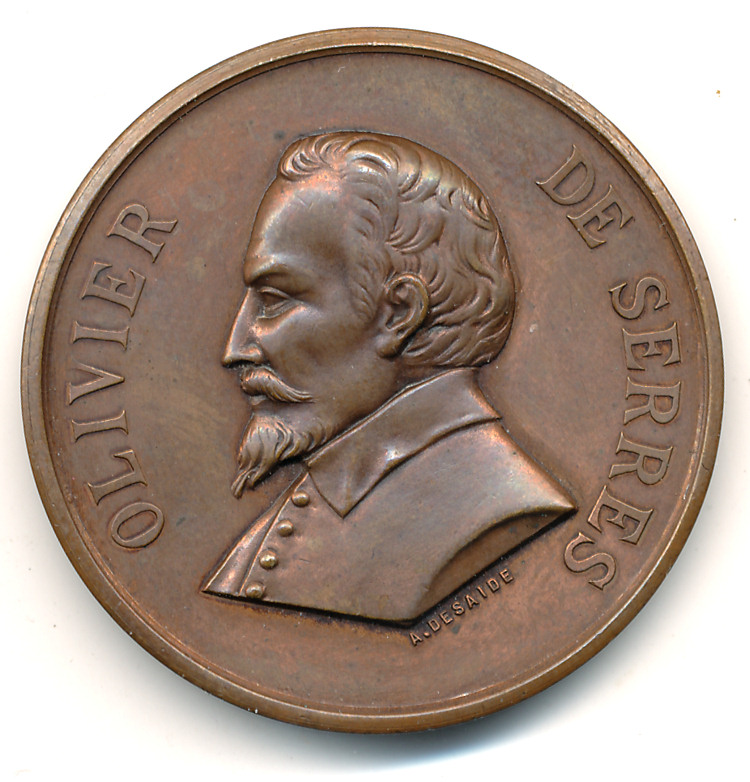
Médaille portant le portrait d'Olivier de Serres par Alphonse Desaide. Avers.
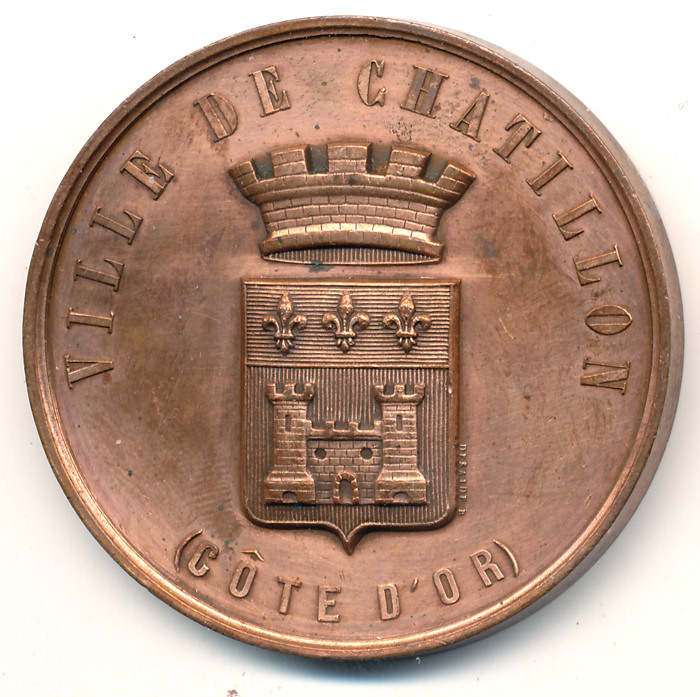
Médaille de la ville de Châtillon-sur-Seine par Alphonse Desaide
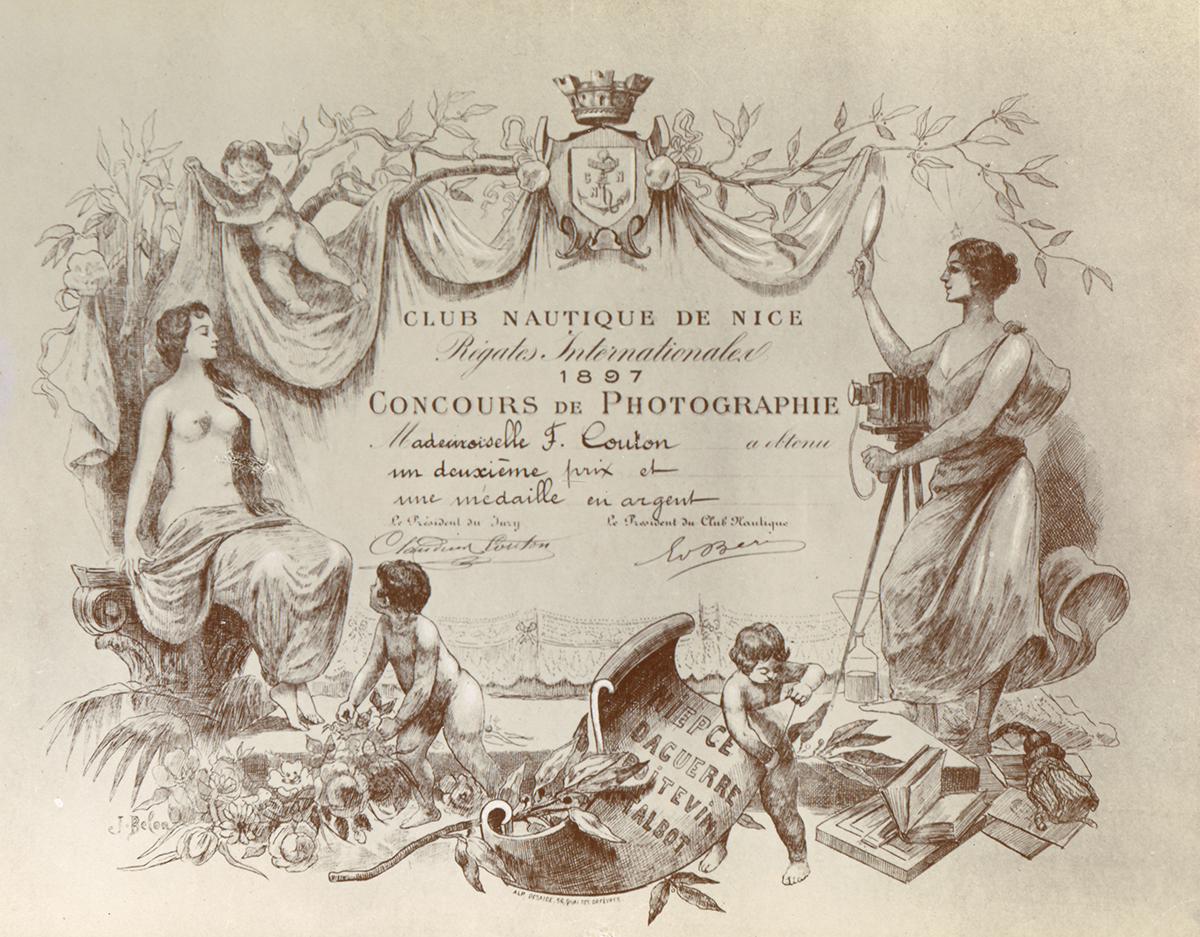
Gravure de Alphonse Desaide pour un concours de photographie au Club Nautique de Nice - 1897
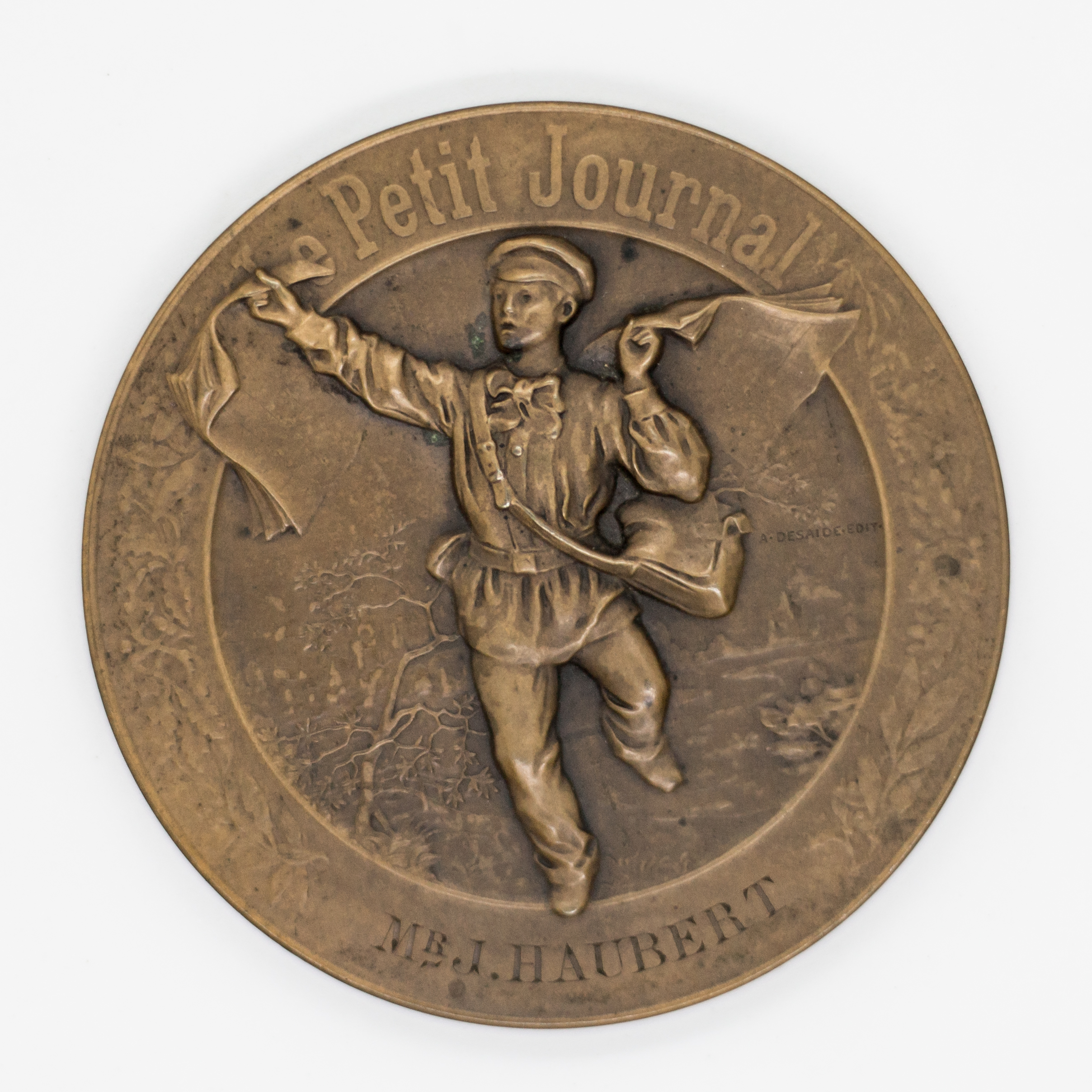
Médaille par Alphonse Desaide offerte par Le Petit Journal à l'occasion d'un concours;
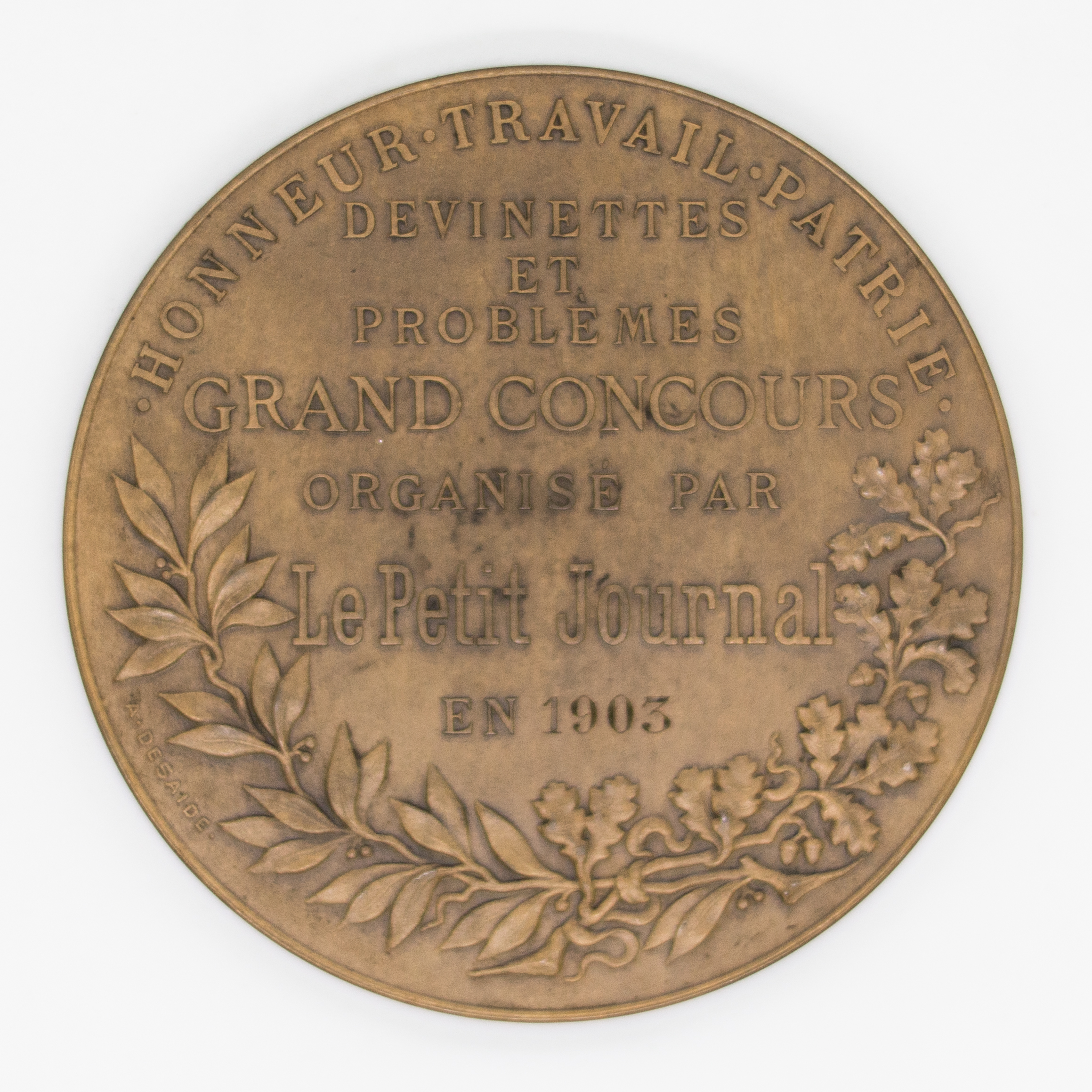
Revers de la médaille du Petit Journal.